# كارمين روسو
كارمين روسو (بالإيطالية: Carmen Russo )‏ (و. 1959 – م) هي ممثلة، ومغنية، وراقصة، من إيطاليا، ولدت في جنوة.

## وصلات خارجية
- كارمين روسو على موقع IMDb (الإنجليزية)
- كارمين روسو على موقع ألو سيني (الفرنسية)
- كارمين روسو على موقع ميوزك برينز (الإنجليزية)
- كارمين روسو على موقع ديسكوغز (الإنجليزية)
- كارمين روسو على موقع قاعدة بيانات الفيلم (الإنجليزية)
- كارمين روسو على موقع كينوبويسك (الروسية)